# 정광 (전한)
정광(鄭光, ? ~ 기원전 41년)은 전한 후기의 제후로, 회계군 사람이다. 서역도호 정길의 아들이다.

## 행적
초원 원년(기원전 48년), 정길의 뒤를 이어 안원후(安遠侯)에 봉해졌다.
영광 3년(기원전 41년)에 죽었고, 후사가 없어 봉국은 폐지되었다.

## 출전
- 반고, 《한서》 권17 경무소선원성공신표

| 전임 아버지 안원목후 정길 | 전한의 안원후 기원전 47년 ~ 기원전 41년 | 후임 (46년 후) 정영 |